# Dorsa Harker
Die Dorsa Harker ist eine Gruppe von Höhenrücken auf dem Erdmond. Sie wurde 1976 nach dem britischen Petrologen Alfred Harker benannt. Der Durchmesser beträgt 210 Kilometer und liegt bei 14° 30 N / 64° O.